# Crossfire (belgische Band)
Crossfire war eine belgische Heavy- und Speed-Metal-Band aus Aalst, die 1981 gegründet wurde und sich 1987 auflöste.

## Geschichte
Die Mitglieder waren anfangs als Punk-Band unter dem Namen The Onion Dolls tätig, die 1980 gegründet wurde, worin Peter de Windt sowohl den Gesang als auch das Schlagzeug übernommen hatte. Durch den Einfluss der New Wave of British Heavy Metal gründeten sie 1981 die Heavy-Metal-Band Crossfire, die aus dem Sänger und Gitarristen Nero Neerinckx, dem Gitarristen Marc van Caelenberge, dem Bassisten Patrick „The Beast“ van Londerzele (ex-Warhead) und dem Schlagzeuger Peter de Windt bestand. Erstmals ist die Band 1982 auf dem Sampler Metal Clogs vom Aardschok mit zwei Liedern zu hören. Die Veröffentlichung des Tonträgers erfolgte über Rave-On Records. Danach verließ Neerinckx die Band und wurde später wegen Mordes an einem Polizisten verurteilt. Der Schlagzeuger de Windt wechselte daraufhin zum Sängerposten, als neuer Schlagzeuger stieß Chris de Brauwer hinzu. Daraufhin nahm die Band ihr Debütalbum See You in Hell auf, das 1983 bei Mausoleum Records erschien. Die Gruppe war eine der ersten Bands bei diesem Label. Vor allem in Europa verkaufte sich das Album sehr stark. Es folgten Auftritte zusammen mit Accept und Iron Maiden. 1985 spielte die Band ihre ersten Auftritte in England, darunter auch zwei in London. Ihr erstes Konzert in dieser Stadt fand in Wellington in Shepherd’s Bush statt, wobei es von Shades Records beworben wurde. 1985 schloss sich mit Second Attack ein zweites Album an, worauf Rudi van de Sijpe als zweiter Gitarrist zu hören ist. Die ersten beiden Alben der Band verkauften sich insgesamt über 30.000 mal. Per Lizenzierung für Polen erreichten die Alben auch im Ostblock, unter anderem auch in der DDR, eine gewisse Verbreitung. Im selben Jahr spielte die Band unter anderem auf dem Shockwave Festival in Belgien. Nach ihrem dritten Album Sharpshooter aus dem Jahr 1986, worauf van de Sijpe durch Jacky D’Hondt ersetzt worden war, verlor die Band ihren Plattenvertrag mit Mausoleum Records. Im Folgejahr erschien ein Live-Album, das auf der letzten Tour der Band durch die Beneluxstaaten aufgenommen worden war. Sänger de Windt hatte mittlerweile die Band verlassen, um bei Ostrogoth zu spielen. Daraufhin übernahm van Londerzele den Gesang, ehe es kurz darauf zur Auflösung kam.

## Stil
See You in Hell bietet, laut Eduardo Rivadavia von Allmusic, energiereichen und melodischen Heavy Metal mit Thrash-Metal-artigen Elementen und sei mit Helloween, Angus und Accept vergleichbar. Second Attack ähnele dem Debütalbum sehr stark, wodurch das Material uninspiriert klinge. The International Encyclopedia of Hard Rock and Heavy Metal von Tony Jasper und Derek Oliver beschrieb die Musik als wilden Euro-Metal im Stil von Accept, den Scorpions, Raven und Judas Priest. Martin Popoff schrieb in seinem Buch The Collector’s Guide of Heavy Metal Volume  2: The Eighties, dass die Band auf See You in Hell nur wenig Talent besitzt. Dies habe sich auch auf Second Attack nicht geändert. Hier bewege sich die Gruppe auf einem Level mit den Labelkollegen Killer. Charly Rinne vom Metal Hammer befand, dass auf See You in Hell „[a]cht fetzige und schnelle Losgeh-Tracks“ enthalten sind. Auf dem Album schlage die Gruppe zwar keine neue Richtung des Heavy Metal ein, allerdings sei es gut gelungen. Hierauf könne man Einflüsse von AC/DC, Accept und Judas Priest heraushören. Im Gegensatz zu vorherigen Mausoleum-Records-Veröffentlichungen von Wildfire, Ostrogoth und Nitro gefalle ihm dieses Album deutlich besser. Alex Gernandt vom selben Magazin wies in seiner Rezension zu Live Attack darauf hin, dass die Liedtitel genau so wenig originell sind wie die Songs selbst. Die Gruppe reite auf abgedroschenen Metal-Klischees herum und biete kaum Neues. Andreas Kraatz fand im Musikexpress die Liedstrukturen von See You in Hell grundsolide, nur den Gesang unerträglich kastratenhaft. Alle drei Platten seien „straight und schnörkellos“ und somit „ein todsicherer Tip für Altmetaller“, empfahl Oliver Klemm im Rock Hard.

## Diskografie
- 1982: Demo (Demo, Eigenveröffentlichung)
- 1983: See You in Hell (Album, Mausoleum Records)
- 1983: If It’s Loud, We’re Proud (Split mit Ostrogoth und Killer, Mausoleum Records)
- 1985: Second Attack (Album, Mausoleum Records)
- 1986: Sharpshooter (Album, Mausoleum Records)
- 1987: Live Attack (Live-Album, Metal Enterprises)
- 1988: Heavy Hell & Metal (Split mit Killer, Warhead, Stranger, Kat und Elise, Intrat Records)